# David Frum
David Frum, född 30 juni 1960 i Toronto, är en kanadensisk-amerikansk politisk kommentator, tidningsman och lobbyist knuten till Republikanska partiet. Han är känd för att ha uppfunnit uttrycket "ondskans axelmakter", som användes av George W. Bush för att skapa opinion för Irakkriget. Sedan 2014 arbetar han för tidskriften The Atlantic samt sitter i styrelsen för flera lobbyorganisationer.

## Liv och gärning
David Frum började att arbeta inom tidningsvärlden 1987. Under 1990-talet arbetade han vid flera stora amerikanska tidningar, bland annat för Forbes och som ledarskribent vid The Wall Street Journal. När George W. Bush tillträdde som amerikansk president 2001 anställdes Frum vid presidentkansliet i Vita huset och blev inom kort talskrivare åt Bush. Hans mest uppmärksammade bidrag var uttrycket "ondskans axelmakter" (axis of evil), som skapades av Frum och lanserades av Bush i dennes tal till nationen 2002. Uttrycket användes för att motivera Irakkriget, som Frum var en stark förespråkare av. Att det blev känt att det var Frum som låg bakom formuleringen stred mot praxis om att talskrivarna ska hållas anonyma, och Frum lämnade sin befattning senare samma år.
Frum arbetade som "fellow" vid den neokonservativa tankesmedjan American Enterprise Institute 2003–2010. Han lanserade 2009 sin egen nätsida Frumforum.com vilken uppgick i nättidningen The Daily Beast 2012. Han värvades av tidskriften The Atlantic som "senior editor" 2014. Utöver dessa befattningar har han haft en rad andra uppdrag under karriären. Bland annat sitter han i styrelsen för lobbygruppen Republican Jewish Coalition och har tidigare ingått i styrkommittén för Bilderberggruppen. Han är författare till åtta böcker.
Frum är son till fastighetsutvecklaren Murray Frum och journalisten Barbara Frum (född Rosberg). Hans syster Linda Frum sitter i Kanadas senat. Han är gift med den feministiska skribenten Danielle Crittenden, styvdotter till Peter Worthington, före detta redaktör för Toronto Sun. Han är också släkt med ekonomen Paul Krugman.